# جيرو ديل ترينتينو 2022
جيرو ديل ترينتينو 2022 (بالإيطالية: Tour of the Alps 2022)‏ هو سباق دراجات هوائية، وهو الموسم الخامس والأربعين من جيرو ديل ترينتينو، وأقيم خلال الفترة من 18 أبريل 2022، وحتى 22 أبريل 2022 ضمن سباقات سلسلة سباقات الاتحاد الدولي للدراجات للمحترفين 2022.
فاز بالمركز الأول رومان بارديه، وبالمركز الثاني مايكل ستورر، وبالمركز الثالث ثيمين أرينسمان، وكان الفائز حسب النقاط للشباب ثيمين أرينسمان، وكان الفائز في تصنيف الجبال Torstein Træen ‏.

## الفرق
| فرق عالمية (10)- AG2R Citroën Team - Bora-Hansgrohe - Bahrain Victorious - EF Education-EasyPost - Groupama-FDJ - Ineos Grenadiers - Israel-Premier Tech - Movistar Team - Team DSM - Astana Qazaqstan Team فرق برو (7)- Bardiani-CSF-Faizanè - كاجا رورال-سيغوروس 2022 ‏ - درون هوبر-أندروني جوكاتولي 2022 ‏ - فريق إيولو كوميت لركوب الدراجات 2022 ‏ - كيرن فارما 2022 ‏ - أوسكالتيل أوسكادي 2022 ‏ - أونو اكس برو سايكلنج تيم 2022 ‏ فريق قاري- فريق تيرول كيه تي إم للدراجات 2022 ‏ |  |
| |  |

## المراحل
| قائمة المراحل | قائمة المراحل | قائمة المراحل                               | قائمة المراحل      | قائمة المراحل | قائمة المراحل   | قائمة المراحل |
| المرحلة       | التاريخ       | الدورة                                      |                    | المسافة (كم)  | الفائز بالمرحلة | القائد العام  |
| ------------- | ------------- | ------------------------------------------- | ------------------ | ------------- | --------------- | ------------- |
| مرحلة 1       | 18 أبريل      | Cles ‏ – San Martino di Castrozza ‏           | مرحلة جبلية متوسطة | 160٫9         | جيوفري بوشارد   | جيوفري بوشارد |
| مرحلة 2       | 19 أبريل      | San Martino di Castrozza ‏ – لانا،جنوب تيرول | مرحلة جبلية        | 154٫1         | بيلو بلباو      | بيلو بلباو    |
| مرحلة 3       | 20 أبريل      | لانا،جنوب تيرول – Niederdorf ‏               | مرحلة جبلية        | 154٫6         | لينارد كامنا    | بيلو بلباو    |
| مرحلة 4       | 21 أبريل      | Niederdorf ‏ – Kals am Großglockner ‏         | مرحلة جبلية        | 142٫4         | ميغل أنغل لوبز  | بيلو بلباو    |
| مرحلة 5       | 22 أبريل      | ليينز – ليينز                               | مرحلة جبلية متوسطة | 115٫9         | تيبو بينو       | رومان بارديه  |

## النتيجة

### مرحلة 1
هي مرحلة جبلية متوسطة، أقيمت في 18 أبريل 2022، وامتدّت لمسافة 160.9 كيلومتر. فاز بالمرحلة جيوفري بوشارد، وكان متصدر الترتيب العام في نهاية المرحلة جيوفري بوشارد، وكان المتصدر في ترتيب التسلق جيوفري بوشارد، وتصدر ترتيب السرعة Emanuel Zangerle ‏، وتصدر ترتيب النقاط للشباب Natnael Tesfatsion ‏، ومتصدر ترتيب الفرق أيه إل أم 2022.
| التصنيف العام         | التصنيف العام       | التصنيف العام | التصنيف العام            | التصنيف العام |
| العداء                | العداء              | البلد         | الفريق                   | الوقت         |
| --------------------- | ------------------- | ------------- | ------------------------ | ------------- |
| 1                     | جيوفري بوشارد       | فرنسا         | AG2R Citroën Team        | 4 س 12 د 12 ث |
| 2                     | بيلو بلباو          | إسبانيا       | Bahrain Victorious       | + 9 ث         |
| 3                     | رومان بارديه        | فرنسا         | Team DSM                 | + 11 ث        |
| 4                     | فينتشنزو ألبانيز    | إيطاليا       | إيولو كوميت ‏             | + 15 ث        |
| 5                     | فيليكس غال          | النمسا        | AG2R Citroën Team        | + 15 ث        |
| 6                     | Natnael Tesfatsion ‏ | إريتريا       | أندروني جوكاتولي-سيدرمك ‏ | + 15 ث        |
| 7                     | ريتشي بورت          | أستراليا      | Ineos Grenadiers         | + 15 ث        |
| 8                     | بافل سيفاكوف        | روسيا         | Ineos Grenadiers         | + 15 ث        |
| 9                     | مايكل ستورر         | أستراليا      | Groupama-FDJ             | + 15 ث        |
| 10                    | جوناثان كايسيدو     | الإكوادور     | EF Education-EasyPost    | + 15 ث        |
| مصدر: ProCyclingStats |                     |               |                          |               |

### مرحلة 2
هي مرحلة جبلية، أقيمت في 19 أبريل 2022، وامتدّت لمسافة 154.1 كيلومتر. فاز بالمرحلة بيلو بلباو، وكان متصدر الترتيب العام في نهاية المرحلة بيلو بلباو، وكان المتصدر في ترتيب التسلق بافل سيفاكوف، وتصدر ترتيب السرعة ميغل أنغل لوبز، وتصدر ترتيب النقاط للشباب Santiago Buitrago ‏، ومتصدر ترتيب الفرق فريق إنيوس 2022.
| التصنيف العام         | التصنيف العام      | التصنيف العام   | التصنيف العام         | التصنيف العام |
| العداء                | العداء             | البلد           | الفريق                | الوقت         |
| --------------------- | ------------------ | --------------- | --------------------- | ------------- |
| 1                     | بيلو بلباو         | إسبانيا         | Bahrain Victorious    | 8 س 08 د 15 ث |
| 2                     | رومان بارديه       | فرنسا           | Team DSM              | + 6 ث         |
| 3                     | أتيلا فالتر        | المجر           | Groupama-FDJ          | + 12 ث        |
| 4                     | فيليكس غال         | النمسا          | AG2R Citroën Team     | + 16 ث        |
| 5                     | بافل سيفاكوف       | روسيا           | Ineos Grenadiers      | + 16 ث        |
| 6                     | ريتشي بورت         | أستراليا        | Ineos Grenadiers      | + 16 ث        |
| 7                     | استيبان تشافيس     | كولومبيا        | EF Education-EasyPost | + 16 ث        |
| 8                     | إدوارد دنبر        | جمهورية أيرلندا | Ineos Grenadiers      | + 16 ث        |
| 9                     | إينر روبيو         | كولومبيا        | موفيستار              | + 16 ث        |
| 10                    | Santiago Buitrago ‏ | كولومبيا        | Bahrain Victorious    | + 16 ث        |
| مصدر: ProCyclingStats |                    |                 |                       |               |

### مرحلة 3
هي مرحلة جبلية، أقيمت في 20 أبريل 2022، وامتدّت لمسافة 154.6 كيلومتر. فاز بالمرحلة لينارد كامنا، وكان متصدر الترتيب العام في نهاية المرحلة بيلو بلباو، وكان المتصدر في ترتيب التسلق بافل سيفاكوف، وتصدر ترتيب السرعة ميغل أنغل لوبز، وتصدر ترتيب النقاط للشباب ثيمين أرينسمان، ومتصدر ترتيب الفرق فريق إنيوس 2022.
| التصنيف العام         | التصنيف العام  | التصنيف العام   | التصنيف العام         | التصنيف العام  |
| العداء                | العداء         | البلد           | الفريق                | الوقت          |
| --------------------- | -------------- | --------------- | --------------------- | -------------- |
| 1                     | بيلو بلباو     | إسبانيا         | Bahrain Victorious    | 12 س 12 د 08 ث |
| 2                     | رومان بارديه   | فرنسا           | Team DSM              | + 6 ث          |
| 3                     | أتيلا فالتر    | المجر           | Groupama-FDJ          | + 12 ث         |
| 4                     | فيليكس غال     | النمسا          | AG2R Citroën Team     | + 16 ث         |
| 5                     | بافل سيفاكوف   | روسيا           | Ineos Grenadiers      | + 16 ث         |
| 6                     | إينر روبيو     | كولومبيا        | موفيستار              | + 16 ث         |
| 7                     | إدوارد دنبر    | جمهورية أيرلندا | Ineos Grenadiers      | + 16 ث         |
| 8                     | ثيمين أرينسمان | هولندا          | Team DSM              | + 16 ث         |
| 9                     | استيبان تشافيس | كولومبيا        | EF Education-EasyPost | + 16 ث         |
| 10                    | ريتشي بورت     | أستراليا        | Ineos Grenadiers      | + 16 ث         |
| مصدر: ProCyclingStats |                |                 |                       |                |

### مرحلة 4
هي مرحلة جبلية، أقيمت في 21 أبريل 2022، وامتدّت لمسافة 142.4 كيلومتر. فاز بالمرحلة ميغل أنغل لوبز، وكان متصدر الترتيب العام في نهاية المرحلة بيلو بلباو، وكان المتصدر في ترتيب التسلق جيوفري بوشارد، وتصدر ترتيب النقاط للشباب ثيمين أرينسمان.
| التصنيف العام         | التصنيف العام      | التصنيف العام | التصنيف العام      | التصنيف العام  |
| العداء                | العداء             | البلد         | الفريق             | الوقت          |
| --------------------- | ------------------ | ------------- | ------------------ | -------------- |
| 1                     | بيلو بلباو         | إسبانيا       | Bahrain Victorious | 15 س 41 د 27 ث |
| 2                     | رومان بارديه       | فرنسا         | Team DSM           | + 2 ث          |
| 3                     | أتيلا فالتر        | المجر         | Groupama-FDJ       | + 12 ث         |
| 4                     | فيليكس غال         | النمسا        | AG2R Citroën Team  | + 16 ث         |
| 5                     | بافل سيفاكوف       | روسيا         | Ineos Grenadiers   | + 16 ث         |
| 6                     | إينر روبيو         | كولومبيا      | موفيستار           | + 16 ث         |
| 7                     | ثيمين أرينسمان     | هولندا        | Team DSM           | + 16 ث         |
| 8                     | Santiago Buitrago ‏ | كولومبيا      | Bahrain Victorious | + 16 ث         |
| 9                     | ريتشي بورت         | أستراليا      | Ineos Grenadiers   | + 16 ث         |
| 10                    | مايكل ستورر        | أستراليا      | Groupama-FDJ       | + 16 ث         |
| مصدر: ProCyclingStats |                    |               |                    |                |

### مرحلة 5
هي مرحلة جبلية متوسطة، أقيمت في 22 أبريل 2022، وامتدّت لمسافة 115.9 كيلومتر. فاز بالمرحلة تيبو بينو، وكان متصدر الترتيب العام في نهاية المرحلة رومان بارديه.

## التصنيف العام النهائي
| التصنيف العام         | التصنيف العام      | التصنيف العام   | التصنيف العام         | التصنيف العام |
| العداء                | العداء             | البلد           | الفريق                | الوقت         |
| --------------------- | ------------------ | --------------- | --------------------- | ------------- |
| 1                     | رومان بارديه       | فرنسا           | Team DSM              |               |
| 2                     | مايكل ستورر        | أستراليا        | Groupama-FDJ          |               |
| 3                     | ثيمين أرينسمان     | هولندا          | Team DSM              |               |
| 4                     | بيلو بلباو         | إسبانيا         | Bahrain Victorious    |               |
| 5                     | أتيلا فالتر        | المجر           | Groupama-FDJ          |               |
| 6                     | فيليكس غال         | النمسا          | AG2R Citroën Team     |               |
| 7                     | ريتشي بورت         | أستراليا        | Ineos Grenadiers      |               |
| 8                     | Santiago Buitrago ‏ | كولومبيا        | Bahrain Victorious    |               |
| 9                     | هيو كارثي          | المملكة المتحدة | EF Education-EasyPost |               |
| 10                    | بافل سيفاكوف       | روسيا           | Ineos Grenadiers      |               |
| مصدر: ProCyclingStats |                    |                 |                       |               |

### تصنيف الجبال
| تصنيف الجبال          | تصنيف الجبال    | تصنيف الجبال | تصنيف الجبال       | تصنيف الجبال |
| العداء                | العداء          | البلد        | الفريق             | النقاط       |
| --------------------- | --------------- | ------------ | ------------------ | ------------ |
| 1                     | Torstein Træen ‏ | النرويج      | أونو-إكس موبيليتي ‏ | 20 نقطة      |
| مصدر: ProCyclingStats |                 |              |                    |              |

## تصنيف الفرق

### الفرق حسب الوقت
| تصنيف الفرق حسب الوقت | تصنيف الفرق حسب الوقت | تصنيف الفرق حسب الوقت | تصنيف الفرق حسب الوقت |
| الفريق                | الفريق                | البلد                 | الوقت                 |
| --------------------- | --------------------- | --------------------- | --------------------- |
| 1                     | Groupama-FDJ          | فرنسا                 |                       |
| 2                     | Ineos Grenadiers      | المملكة المتحدة       |                       |
| 3                     | Bahrain Victorious    | البحرين               |                       |
| مصدر: ProCyclingStats |                       |                       |                       |

## تصانيف فرعية

### تصنيف أفضل عداء
| تصنيف أفضل عداء       | تصنيف أفضل عداء | تصنيف أفضل عداء | تصنيف أفضل عداء       | تصنيف أفضل عداء |
| العداء                | العداء          | البلد           | الفريق                | النقاط          |
| --------------------- | --------------- | --------------- | --------------------- | --------------- |
| 1                     | تيبو بينو       | فرنسا           | Groupama-FDJ          | 10 نقطة         |
| 2                     | ميغل أنغل لوبز  | كولومبيا        | Astana Qazaqstan Team | 6 نقطة          |
| مصدر: ProCyclingStats |                 |                 |                       |                 |

### تصنيف أفضل شاب
| تصنيف أفضل شاب        | تصنيف أفضل شاب            | تصنيف أفضل شاب | تصنيف أفضل شاب     | تصنيف أفضل شاب |
| العداء                | العداء                    | البلد          | الفريق             | الوقت          |
| --------------------- | ------------------------- | -------------- | ------------------ | -------------- |
| 1                     | ثيمين أرينسمان            | هولندا         | Team DSM           |                |
| 2                     | Santiago Buitrago ‏        | كولومبيا       | Bahrain Victorious |                |
| 3                     | Lenny Martinez (cyclist) ‏ | فرنسا          | Groupama-FDJ       |                |
| مصدر: ProCyclingStats |                           |                |                    |                |

## وصلات خارجية
- الموقع الرسمي
- لمحة عن سباق جيرو ديل ترينتينو 2022 على موقع  ProCyclingStats   (برو  سايكلنج  ستاتس) - إحصاءات  محترفي  الدراجات.
- جيرو ديل ترينتينو 2022 على موقع إحصائيات الدراجات الإحترافية (الإنجليزية)